# Canthium lucidum
Canthium lucidum är en måreväxtart som beskrevs av Robert Brown. Canthium lucidum ingår i släktet Canthium och familjen måreväxter.
Artens utbredningsområde är Etiopien. Inga underarter finns listade i Catalogue of Life.